# Дина (роман)
Дина (енгл. Dune) је научнофантастични роман из 1965. године написан од стране Френка Херберта, првобитно објављен у америчком магазину Аналог (енгл.Analog) у форми две приче. Била је изједначена са романом Роџера Зелазнија ...И Зовите ме Конрад (енгл....And Call Me Conrad) за Хуго награду 1966. године и освојила је награду Небула за најбољи роман 1966. године. Први је роман у саги Дине, и 2003. године је проглашена за најпродаванији научнофантастични роман.
Радња је смештена у далеку будућност, у неофеудалном интергалактичком друштву где племићке породице које владају планетама служе Цару Падишаху, и прати младог Пола Атреида, чија племићка породица прихвата намесништво над пустињском планетом Аракис. Аракис има посебан значај за галаксију пошто је она једини извор супстанце знане као „зачин меланж”, најзначајније супстанце у универзуму, и контрола над њим представља опасан подухват. Роман истражује вишеслојне односе политике, екологије, религије, технологије и људских емоција, док се огранци Царства боре за контролу над Аракисом и зачином.
Роман је пратило пет наставака: Месија Дине, Деца Дине, Божански цар Дине, Јеретици Дине и Капитол: Дина. Први роман је такође добио филмску адаптацију 1984. у режији Дејвида Линча, као и 2021. године у режији Денија Вилнева, и два мини-серијала, Дина Френка Херберта из 2000. године и његовог наставка, Деца Дине Френка Херберта из 2003. године, који комбинује елементе друге две књиге у серијалу. Поред ових адаптација, појавиле су се и компјутерске и друштвене игре, као и низ наставака који су писали Хербертов син Брајан Херберт и Кевин Џ. Андерсон, почев од 1998. године. 
Имена планета из романа су била дата географским локацијама на Сатурновом месецу, Титану 2009. године.
Измишљени језик чакобса, назван по истоименом ловачком језику Черкеза, који се користи у фиктивној терминологији романа је, по признању самог Френка Херберта, мешавина српског језика са арапским језиком и одређеним терминима из ромских говора.

## Радња
Војвода Лето Атреид из куће Атреид, владар океанске планете Каладан, од цара падишаха Шадама IV именован је да буде феудални владар планете Аракис. Аракис је сурова и негостољубива пустињска планета и једини извор меланжа, или „зачина”, изузетно ретке и вредне супстанце која продужава човеков живот и побољшава менталне способности. Шадам у кући Атреид види супарника и сарађује са кућом Харконен, дугогодишњим непријатељима Атреида међу осталим Великим кућама у Ландсраду, како би уништио Лета чим стигне на Аракис. Лето је свестан да је његов задатак нека врста замке, али не може да одбије.
Летова наложница госпа Џесика је аколит Бенегесериткиња, искључиво женске групе која следи мистериозне политичке циљеве и има надљудске физичке моћи. Иако је ред Бенегесериткиња наредио Џесики да роди ћерку као део њиховог узгојног програма, из љубави према Лету родила је сина Пола. Пола обучавају за ратовање Летови помоћници, атентатор ментат Туфир Хават и елитни војници Данкан Ајдахо и Гурни Халек, како би се припремио за Аракис. Џесика је такође обучила Пола свим бенегесеритским дисциплинама које је знала. Његови пророчки снови занимају Џесикину претпостављену, часну мајку Гајус Хелен Мохијам. Она подвргава Пола гом џабару, смртоносном тесту који изазива заслепљујући бол као део процене хуманости субјекта. На њено изненађење, Пол успева да прође.
Лето, Џесика и Пол путују са својим домаћинством да заузму Аракин, упориште на Аракису које је раније држала кућа Харконен. Лето сазнаје за опасности у прикупљању зачина, кога штите џиновски пешчани црви, и преговара са домородачким народом Слободњака, видећи их као драгоценог савезника, а не као непријатеље. Убрзо по доласку Атреида, снаге Харконена нападају, потпомогнути прерушеним царевим свирепим трупама Сардукара. Лета издаје његов лични лекар, сучки доктор Велингтон Ју, који доставља дрогираног Лета барону Владимиру Харконену и његовом изопаченом ментату, Пајтеру де Врису. Ју, међутим, уређује да Џесика и Пол побегну у пустињу, где их Харконени сматрају мртвима. Ју замењује један Летов зуб отровном капсулом, надајући се да Лето може да убије барона током њиховог сусрета. Пајтер убија Јуа по испоруци Лета, док барон за мало избегава отровни гас, који уместо тога убија Лета и Пајтера. Барон приморава Хавата да заузме Пајтерову позицију. Док се придржава баронових наредби, Хават ради на поткопавању Харконена.
Након бекства у пустињу, Пол схвата да има значајне моћи као случајни резултат шеме узгајања Бенегесериткиња, нехотице изазване Џесиком која је родила сина. Предвиђа будућност у којој живи међу Слободњацима и има визију у којој сазнаје о заразним квалитетима зачина. Такође се открива да је Џесика ћерка барона Харконена, што је тајна коју су од ње чувале Бенегесериткиње. Пол и Џесика су примљени у слободњачку заједницу Сич Табр и подучавају Слободњаке бенегесеритској борбеној техници. Пол доказује своју зрелост и бира слободњачко име Муад'Диб, док Џесика одлучује да се подвргне ритуалу да постане часна мајка, пијући отровну Воду живота. Трудна са Летовом ћерком, она нехотице проузрокује да се њено нерођено дете, Алија, улије истим моћима као и она, док је још у материци. Пол узима слободњачку љубавницу, Чани, и са њом има сина Лета II.
Две године пролазе, а Полове моћне способности предсказивања се манифестују, што Слободњаке наводи да га сматрају својим месијом. Пол препознаје да би Слободњаци могли бити моћна борбена сила за поновно преузимање Аракиса, али такође види да би њихов џихад могао прогутати читав универзум ако их не контролише. Вест о новом вођи Слободњака стиже и до барона Харконена и до цара, јер производња зачина пада због њихових све разарајућих рација. Барон одлучује да свог бруталног нећака Глосу Рабана замени својим оштроумним нећаком Фејд-Раутом, надајући се да ће тиме стећи наклоност Слободњака. Цар, сумњајући да барон покушава да створи трупе моћније од Сардукара како би преузео власт, шаље шпијуне да надгледају активности на Аракису. Хават користи прилику да у барону посеје семе сумње у вези са истинитим царевим плановима, додатно оптерећујући њихов савез.
Гурни Халек, преживевши пуч Харконена, поново се сусреће се са Полом и Џесиком. Верујући да је Џесика издајница, Гурни прети да ће је убити, али Пол га зауставља. Пол није предвидео Гурнијев напад и закључује да мора повећати своју предосећајност пијењем Воде живота која је кобна за мушкарце. Пол пада у несвест након што је попио воду и у том стању остаје неколико недеља, али када се пробуди, поседује видовитост кроз време и простор: он је Квизац Хадерах, крајњи циљ узгајивачког програма Бенегесериткиња.
Пол осећа да цар и барон скупљају флоте око Аракиса како би угушили побуну Слободњака и припрема Слободњаке за велику офанзиву против трупа Харконена. Цар стиже са бароном на Аракис; њихове комбиноване трупе заузимају предстражу Слободњака, убивши многе, укључујући Лета II, док је Алија заробљена и одведена барону. Она остаје пркосна, полажући поверење у свог брата. Под окриљем електричне олује која искључује одбрамбени штит царевих трупа, Пол и Слободњаци, јашући џиновске пешчане црве, нападају главни град док Алија убија барона и бежи. Слободњаци брзо поразе и трупе Харконена и Сардукаре.
Пол се суочава са царом, претећи да ће заувек уништити производњу зачина уколико цар не абдицира. Фејд-Раута покушава да заустави Пола изазивајући га на ритуалну борбу ножевима, током које покушава да превари и убије Пола отрованим оружјем. Пол стиче предност и убија га. Цар невољно уступа престо Полу и обећава му руку своје ћерке, принцезе Ирулан. Док Пол преузима контролу над Царством, схвата да, иако је постигао свој циљ, више није у стању да заустави џихад Слободњака, јер је њихово веровање у њега сувише моћно да би се обуздало.

## Ликови
Кућа Атреид
- Пол Атреид, војводин син и главни јунак романа.
- Војвода Лето Атреид, глава куће Атреид.
- Госпа Џесика, Бенегесериткиња и војводина наложница, мајка Пола и Алије.
- Алија Атреид, Полова млађа сестра.
- Туфир Хават, ментат и мајстор атентатор у кући Атреид.
- Гурни Халек, чврсто одани трубадурски ратник Атреида.
- Данкан Ајдахо, мајстор мачева за кућу Атреид, дипломац школе Гиназ.
- Велингтон Ју, сучки доктор Атреида, који потајно ради за кућу Харконен.

Кућа Харконен
- Барон Владимир Харконен, глава куће Харконен.
- Пајтер де Врис, изопачени ментат.
- Фејд-Раута, баронов нећак и претпостављени наследник.
- Глосу „Звер” Рабан, такође зван Рабан Харконен, старији баронов нећак.
- Јакин Нефуд, капетан гарде.

Кућа Корино
- Шадам IV, падишах цар познатог универзума.
- Принцеза Ирулан, Шадамова најстарија ћерка и наследница, такође историчарка.
- Гроф Хасимир Фенринг, генетски евнух и царев најближи пријатељ, саветник и „момак који обавља посао”.

Бенегесериткиње
- Часна мајка Гајус Хелен Мохијам, бенегесеритска сплеткарка и царева истинозборка.
- Госпа Марго Фенринг, бенегесеритска супруга грофа Фенринга.

Слободњаци
- Стилгар, слободњачки наиб Сич Табра.
- Чани, Полова слободњачка наложница.
- Лијет-Кајнс, царски планетолог на Аракису и Чанин отац, као и поштована фигура међу Слободњацима.
- Мејпс, главна домаћица царске резиденције на Аракису.
- Џамис, Слободњак кога је Пол убио у ритуалном двобоју.
- Хара, Џамисова супруга и касније Полова слушкиња.
- Рамало, часна мајка Сич Табра.

Кријумчари
- Есмар Туек, моћан кријумчар и отац Стабана Туека.
- Стабан Туек, син Есмара Туека. Моћни кријумчар који се спријатељи и прихвати Гурнија Халека и његове преживеле људе након напада на Атреиде.

## Серијал на српском језику
- Дина је први пут објављена на српском 1979. године у два тома, у преводу Зорана Живковића (Аракис, Муад Диб) у издању Југославије, Београд, затим 1996. као један том у Поларису, па 2003. издање Фамилет, са осталим романима из серијала као део Хронике Дине 1 у издању Алнарија, и 2019, као издање Чаробне књиге.
- Месија Дине (као Пророк 1979, Југославија, 1986 Отокар Кершовани, 2004 Фамилет, 2006 Алнари, 2019 као Месија Дине, Чаробна књига)
- Деца Дине (као Деца Аракиса у два тома 1979, затим 1986,  2006 Алнари, и Чаробна књига 2019)
- Божански цар Дине (Алнари 2006, Чаробна књига 2019)
- Јеретици Дине (Алнари 2006, Чаробна књига 2020)
- Капитол: Дина (Алнари 2006, Чаробна књига 2020)

Остале књиге из серијала које је написао Френков син Брајан Херберт
- Ловци Дине (Чаробна књига, 2020) у преводу Звездане Шелмић
- Пешчани црви Дине (Чаробна књига, 2020)
- Сестринство Дине (Чаробна књига 2021)
- Менати Дине (Чаробна књига 2021)
- Навигатори Дине (Чаробна књига 2021)
- Батлеријски џихад (Чаробна књига, 2023) у преводу Звездане Шелмић
- Машински ратови (Чаробна књига, 2023)
- Битка код Корина (Чаробна књига, 2024)